# گینگه
گینگه یک روستا در ایران است که در بخش مرکزی شهرستان سربیشه واقع شده‌است. گینگه ۴۴ نفر جمعیت دارد.